# Otdeleniya N 3 SKZNIISiV
Otdeleniya N 3 SKZNIISiV (del ruso: Oтделения № 3 СКЗНИИСиВ) es un posiólok del distrito Prikubanski de la ókrug urbano de Krasnodar del krai de Krasnodar, en el sur de Rusia. Está situado en las tierras bajas de Kubán-Azov, 10 km al norte del centro de Krasnodar. Tenía 333 habitantes en 2010.
Pertenece al municipio de Beriózovski.